# Metropolitan Borough of Bethnal Green

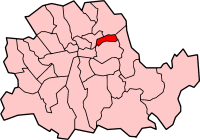
Lage von Bethnal Green im früheren County of London

Der Metropolitan Borough of Bethnal Green war ein Bezirk im Ballungsraum der britischen Hauptstadt London mit dem Status eines Metropolitan Borough. Er existierte von 1900 bis 1965 und lag im Nordosten der ehemaligen Grafschaft County of London. Als geografische Gebietsbezeichnung ist der Name weiterhin üblich.

## Geschichte
Bethnal Green war ursprünglich ein zu Stepney gehörender Weiler und wurde 1743 zu einem eigenständigen Civil Parish in der Grafschaft Middlesex erhoben. Ab 1855 gehörte die Gemeinde zum Einzugsgebiet des Zweckverbandes Metropolitan Board of Works. 1889 gelangte Bethnal Green zum neuen County of London, elf Jahre später folgte die Umwandlung in ein Metropolitan Borough.
Bei der Gründung von Greater London im Jahr 1965 entstand aus der Fusion der Metropolitan Boroughs Bethnal Green, Poplar und Stepney der London Borough of Tower Hamlets.

## Statistik
Die Fläche betrug 759 Acres (3,07 km²). Die Volkszählungen ergaben folgende Einwohnerzahlen:
Civil parish:
| Jahr      | 1801   | 1811   | 1821   | 1831   | 1841   | 1851   | 1861    | 1871    | 1881    | 1891    |
| Einwohner | 22.310 | 33.619 | 45.676 | 62.018 | 74.088 | 90.193 | 105.101 | 120.104 | 126.961 | 129.132 |

Metropolitan Borough:
| Jahr      | 1901    | 1911    | 1921    | 1931    | 1951   | 1961   |
| Einwohner | 129.680 | 128.183 | 117.238 | 108.194 | 58.353 | 47.078 |